# Bacuriña
Bacuriña es un cultivar de higuera de tipo higo común Ficus carica, unífera (con una sola cosecha por temporada, los higos de otoño), con higos de epidermis con color de fondo verde claro amarillento, y con sobre color en zonas irregulares verdes, sin bandas regulares, y con lenticelas escasas de un tamaño pequeño a mediano de color blanco. Se cultiva en la isla de La Palma,  archipiélago de las Islas Canarias.

## Sinonimia
- “Bacoriña” en el archipiélago canario,[3][5][6]
- “Macuriña”

## Historia
Según las crónicas de los primeros exploradores europeos que llegaron al archipiélago de las islas Canarias, ya atestiguaron de la presencia de higueras y del consumo de higos en su dieta cotidiana, por parte de la población aborigen de Gran Canaria.
La variedad 'Bacuriña' está localizada en la isla de La Palma, fruta muy similar a la variedad bífera Bicariña cultivada en la isla de Tenerife, pero de menor tamaño. Probablemente originaria de Portugal, donde es conocida y cultivada, aunque en lugares muy localizados.

## Características
La higuera 'Bacuriña' es una variedad unífera de tipo higo común de una sola cosecha por temporada, los higos de otoño. Árbol de vigorosidad elevada, y un buen desarrollo en terrenos favorables, copa redondeada muy apretada. Sus hojas son de 3 lóbulos en su mayoría, y menos de 5 lóbulos. Sus hojas tienen un lóbulo central ancho, sin pequeños lóbulos laterales, y un grado de profundidad del lóbulo marcado. Forma de la base de la hoja acorazonada decurrente, con longitud x anchura: 10,12 x 9,31 cm, siendo su área (en cm²) pequeña, con long. peciolo/long. hoja de 0,28. Con dientes presentes solo en los márgenes superiores, siendo el margen crenado. Densidad de pelos en el haz intermedia y densidad de pelos en el envés densa con nerviación aparentes y color de verde claro a verde. Peciolo de longitud mediana con un grosor 2,99 mm, forma redondeada color verde claro. 'Bacuriña' tiene un desprendimiento de higos escaso, con un rendimiento productivo mediano y periodo de cosecha medio. La yema apical cónica de color verde amarillento.
Los frutos de la higuera 'Bacuriña' son frutos de forma (índice) oblonga, la forma puede variar según la localización, siendo su diámetro máximo ovoide, con la forma en el ápice aplanada. Los higos son de tamaño pequeño, sus frutos son simétricos en la forma, y uniformes en las dimensiones, sin frutos aparejados y sin formaciones anormales, de unos 14,56 gramos en promedio, cuya epidermis es gruesa, de textura medio áspera al tacto, de consistencia fuerte, con color de fondo verde claro amarillento, y con sobre color en zonas irregulares verdes, sin bandas regulares, y con lenticelas escasas de un tamaño pequeño a mediano de color blanco. Ostiolo de anchura mediana con escamas pequeñas blanquecinas adheridas a la piel, resistentes al desprendimiento. Pedúnculo con forma largo diverso y longitud promedio de 10,23 mm verde amarillento. Grietas longitudinales escasas. Costillas intermedias. Con un ºBrix (grado de azúcar) de 22 de sabor dulce, aromático, jugoso, con un % de sólidos solubles totales muy alto, con color de la pulpa rosa a rojo. Con cavidad interna mediana, con aquenios pequeños en tamaño y numerosos en cantidad. Los frutos maduran con un inicio de maduración de los higos sobre inicios de agosto a mediados de septiembre. Cosecha con rendimiento productivo mediano, y periodo de cosecha mediano.
Se usa en alimentación humana y en animal en ganado porcino. Difícil abscisión del pedúnculo, con una facilidad de pelado intermedia. Debido a su epidermis gruesa y consistencia mediana, son resistentes al transporte, a las lluvias, al agriado, y a la apertura del ostiolo. Con poca susceptibilidad al desprendimiento del árbol cuando madura.

## Cultivo
En Canarias, la variedad 'Bacuriña' se utiliza en alimentación humana y en alimentación animal, y se está tratando de recuperar su cultivo en diversas localidades de las islas de La Palma, Tenerife, Gran Canaria y Fuerteventura.

En España, Extremadura es la región con mayor superficie cultivada de higueras, en torno a las 5.300 hectáreas de un total de 11.629 has. Le siguen en extensión de cultivo Andalucía con 1.874 has, Galicia con 638 has y Comunidad Valenciana con 242 has.